# Beissug (Ólguinskaia)
Beissug - Бейсуг (rus) és un possiólok que pertany a la stanitsa d'Ólguinskaia (krai de Krasnodar, Rússia). És a la vora occidental del liman Beissugski, on desemboca el riu Beissug a la mar d'Azov. És a 44 km al sud-est de Primorsko-Akhtarsk i a 102 km al nord de Krasnodar.